# Triasemperia
Triasemperia is een geslacht van zeekomkommers uit de familie Phyllophoridae.

## Soorten
- Triasemperia stola O'Loughlin, 2014